# 細谷美月
細谷 美月（ほそや みづき、2006年9月10日 - ）は、日本のファッションモデル。東京都出身。エイベックス・マネジメント所属。

## 略歴
エイベックスが主催する中学生までを対象とするエンタメコンテスト「キラチャレ2018」に参加し、ニコ☆プチ賞、モデル部門キッズグランプリを同時受賞。『ニコ☆プチ』2019年4月号に「美月」（みづき）の名で専属モデル（プチモ）として登場する。「キラチャレ2019」では、地区予選のゲストを務めた。「プチ☆コレ2019」の一幕として催された、「キラチャレ」出身のプチモによる「キラチャレ」スペシャルステージに登壇する。
『ニコ☆プチ』では、石山えことともに高身長モデルとして注目される。ワールド、東京モード学園、ニコ☆プチ、よみうりランドのコラボレーションイベントである「よみうりランド キッズプレミアムファッションショー」に美月と関谷瑠紀が出演する。2020年6月号でプチモを卒業。
2019年より「BLUE CROSS GIRLS」のイメージモデルを務める。
「ちゃお」とバンダイが、恋愛ドラマバラエティー『突然ヒロイン～少女まんがみたいな恋、しよっ!～』を製作し、美月は、エピソード4「片想いカルテット」を主演する。
2021年2月20日、自らのSNSアカウントで、NHK Eテレのバラエティ番組「すイエんサー」に出演する「すイエんサーガールズ」に選ばれたことおよび芸名を「細谷美月」に改めることを公表した。

## 人物
- 初登場の『ニコ☆プチ』2019年4月号では、小学生プチモ総勢14名の一員として、「ニコ☆プチ小学校特別講座モデル力強化塾」の企画に参加する[7]。
- 『突然ヒロイン』の撮影では、主演の美月のみが台本なしのため、当初は緊張するが、本当のクラスメイトのように接する共演者とスタッフの気遣いにより寛いだ[21]。

## 出演

### テレビ
- すイエんサー（2021年4月 - 2023年3月27日、NHK Eテレ）- すイエんサーガールズ

### ウェブ番組
- モっと！ニコ☆プチTV シーズン2（2019年12月 -、TSUTAYA TV）[22]

### ウェブドラマ
- 突然ヒロイン エピソード4「片想いカルテット」（2021年1月9日 -、YouTube/ちゃおチャンネル） - 細谷美月 役[3][23][24]

### 広告
- ナルミヤ・インターナショナル ブルークロスガールズ（2019年 - 2020年） - イメージモデル[16][17]
- ABCマート ファッション情報メディア「DOOR」 ボリュームスニーカー（2020年）[25]

## 書籍

### 雑誌
- ニコ☆プチ（2019年4月号 - 2020年6月号、新潮社） - 専属モデル[7][15]